# Roberto Mateos
Roberto Mateos (né Roberto Felix Smeke Mateos le 28 avril 1963 à Mexico,  Mexique), est un acteur et mannequin mexicain.

## Biographie
En 1995, sa première épouse est Wanda Suchánková avec qui il a un fils Mirek Smeke (né le 3 juin 1996).
Il est marié à l'actrice espagnole Arancha Solis.

## Filmographie

### Telenovelas
- 2019: El dragon
- 2016 : Eva la trailera : Francisco Mogollón
- 2015 : Voltea pa' que te enamores  : Gabito
- 2013 : La Madame : Alejandro Puerta
- 2013 : Santa diabla : Patricio Vidal, antagoniste
- 2012 : El rostro de la venganza : Federico Samaniego
- 2012 : Torbellino de pasiones : Herrera Santa Cruz
- 2011 : Mi corazón insiste : Tiberio, antagoniste
- 2011 : Los herederos del Monte : Modesto Mardones, secundario
- 2010 : ¿Donde está Elisa? : Bruno Cáceres, antagoniste
- 2009 : Más sabe el diablo : León Beltrán, antagoniste
- 2008 : Sin senos no hay paraíso : José Miguel Cárdenas
- 2008-2009 : Doña Bárbara : Lorenzo Barquero
- 2007 : Amor comprado : Arturo
- 2007 : Acorralada : Francisco Vázquez, dit Paco
- 2006 : Decisiones : Arístides Giraldo
- 2005 : Amarte así : Francisco Reyes
- 2003 : Ladrón de corazones : Esteban
- 2002 : Vale todo : Rubén
- 2002 : Todo Contigo : Federico
- 2001 : Amantes del desierto : Alejandro García
- 2000 : Milagros : José Antonio Wilson / José Antonio Echevarría
- 2000 : Hay amores que matan
- 1999 : Carita Pintada : Abdul Abdulah
- 1999 : Marea brava : Marcelo
- 1998 : Reina de corazones : Santiago Porras Salvatierra
- 1997 : Al norte del corazón : Joel
- 1997 : Escándalo : Alfonso
- 1993 : El peñón del Amaranto : Diego
- 1992 : Carrusel de las Américas
- 1991 : La pícara soñadora : Chauffeur de la Familia Rochild